# Fragilidad
La fragilidad es la capacidad de un material de fracturarse debido a su escasa o nula capacidad de deformación permanente. Por el contrario, los materiales dúctiles o tenaces se rompen tras sufrir algunas deformaciones, generalmente de tipo plástico. La fragilidad es lo contrario de la tenacidad y tiene la peculiaridad de absorber relativamente poca energía, a diferencia de la ruptura dúctil.

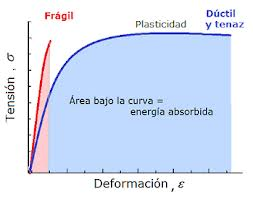
Curvas representativas de tensión-deformación de un material frágil (rojo) y un material dúctil y tenaz (azul)

La energía absorbida por unidad de volumen viene dada por:

{\displaystyle {\frac {dE_{def}}{dV}}={\frac {1}{2}}\sum _{i,j}\sigma _{ij}\varepsilon _{ij}}

Si un material se rompe prácticamente sin deformación las componentes del tensor deformación {\displaystyle \varepsilon _{ij}\;} resultan pequeñas y la suma anterior resulta en una cantidad relativamente pequeña.
La fragilidad de un material, además, está relacionada con la velocidad de propagación o crecimiento de grietas a través de su seno. Esto significa un alto riesgo de fractura súbita de los materiales con estas características una vez sometidos a esfuerzos. Por el contrario los materiales tenaces son aquellos que son capaces de frenar el avance de grietas.
Ejemplos típicos de materiales frágiles son los vidrios comunes/vidrios duros (como los de las ventanas, por ejemplo), algunos minerales cristalinos, los materiales cerámicos y algunos polímeros como el polimetilmetacrilato (PMMA), el poliestireno (PS), o el ácido poliláctico (PLA), entre otros.
Es importante mencionar que el tipo de rotura que ofrece un material (frágil o dúctil) depende de la temperatura. Así mientras algunos materiales como los plásticos (polietileno, polipropileno u otros termoplásticos) que suelen dar lugar a roturas dúctiles a temperatura ambiente, por debajo de su temperatura de transición vítrea dan lugar a roturas frágiles.como el acero de las casa de madera

## Fragilidad, ductilidad, dureza y tenacidad
Existen otros términos frecuentemente confundidos con la fragilidad que deben ser aclarados:
- Lo opuesto a un material muy frágil es un material dúctil.
- Por otra parte la dureza no es opuesto a la fragilidad, ya que la dureza es la propiedad de alterar solo la superficie de un material, que es algo totalmente independiente de si ese material cuando se fractura tiene o no deformaciones grandes o pequeñas. Como ejemplo podemos citar el diamante que es el material natural más duro que existe, pero es extremadamente frágil.
- La tenacidad estar relacionada con la fragilidad según el módulo de elasticidad, pero en principio un material puede ser tenaz y poco frágil (como ciertos aceros) y puede ser frágil y nada tenaz (como el barro cocido).

## Mejora de la tenacidad
La mejora de la tenacidad es uno de los ejes principales de investigación en la ciencia de materiales. Este punto ha sido especialmente estudiado en los aceros industriales que en algunos casos, dependiendo de la composición y procesado, pueden dan lugar a materiales peligrosamente frágiles. El logro de la mejora de la tenacidad de materiales como el vidrio supondría perder susceptibilidad a su fractura en casos accidentales o desafortunados como podrían ser los impactos de piedras o balas. La forma más habitual de evitar la fractura frágil de los vidrios es mediante el laminado de una película de polivinilbutiral (que es un termoplástico viscoelástico con índice de refracción similar al vidrio) entre dos láminas de vidrio de forma que sea este quien absorba la energía derivada de la propagación de las grietas.
En cuanto a los polímeros, la tenacidad de estos suele ser mejorada mediante la adición de partículas elastoméricas que ralenticen la propagación de las grietas por su seno. Un ejemplo clásico de esto es el poliestireno de alto impacto (high impact polystyrene, HIPS).

## Fragilidad dinámica en física del estado sólido
En física del estado sólido, y en especial en la física de materiales vítreos/amorfos la fragilidad dinámica, m, se refiere a la capacidad de un material de relajarse o relentizarse cuando este se enfría hacia su temperatura de transición vítrea, Tg.,, Normalmente los materiales frágiles presentan una variación muy pronunciada de sus propiedades características en torno a la Tg, mientras que los materiales más resistentes tienen una variación más moderada a lo largo de rangos de temperatura mayores.

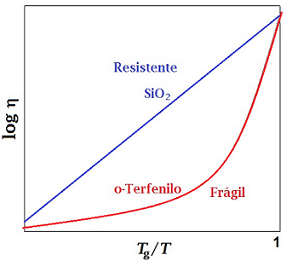
Gráfico de tipo «Angell» para la clasificación de los materiales en función del comportamiento de la viscosidad a temperaturas cercanas a su temperatura de transición vítrea, Tg

En principio, aún no existe un formalismo que relacione directamente la fragilidad mecánica de un material, tema comentado en los epígrafes anteriores, con la fragilidad dinámica estudiada desde el punto de vista termodinámico-físico. Sin embargo, existen estudios recientes que demuestran que materiales con valores altos del parámetro m, poseen valores bajos de tenacidad mecánica, o capacidad de absorción de energía antes de su rotura.,

En inglés no existe desambiguación entre el término fragilidad (Brittleness) empleado para referirse a las propiedades mecánicas y la fragilidad dinámica, m (Fragility), relacionada con el estudio físico de las propiedades de los materiales a temperaturas cercanas de su Tg.

### Definición
En la definición más tradicional de la fragilidad, propuesta originalmente por Angell, se define el grado en el que la dependencia de la viscosidad, η, con la temperatura se desvía de un comportamiento del tipo Arrhenius como el siguiente:

{\displaystyle \eta =Ae^{-B/T}}

De esta manera, el parámetro de fragilidad, m, se determina mediante el valor de la pendiente de la representación logarítmica de los valores de viscosidad (o tiempos de relajación molecular obtenidos mediante espectroscopía dieléctrica, por ejemplo) frente a la inversa de la temperatura cuando esta se acerca a la temperatura de transición vítrea, Tg:

{\displaystyle {m}=\left({\partial {\log \eta } \over \partial \left(T_{g}/T\right)}\right)_{T=Tg}}

Según la clasificación de Angell, los líquidos «resistentes» presentan viscosidades (o tiempos de relajación dieléctrica, por ejemplo) con comportamientos del tipo Arrhenius frente a la temperatura. El silicio (SiO2) es un ejemplo clásico de un «líquido resistente» mientras que el o-Terfenilo es el ejemplo típico de un «líquido frágil», formador de vidreos frágiles.